# Heteromys nubicolens
Heteromys nubicolens is een wangzakmuis uit het geslacht Heteromys dat voorkomt in het noordwesten van Costa Rica. Het dier is gevonden op 750 tot 1840 m hoogte in de Cordillera de Tilarán en Cordillera de Guanacaste. De soortnaam is afgeleid van de Latijnse woorden nubes "wolk" en colere "bewonen" en verwijst naar de nevelwouden waar dit dier voorkomt. H. nubicolens is een vrij grote soort met een tamelijk stelige vacht. De rug is donkerbruin. Anders dan bij sommige andere soorten zit er geen okerkleurige streep op de flanken. De onderkanten van de achtervoeten zijn naakt. Het karyotype bedraagt 2n=60, FN=68. H. nubicolens is het nauwste verwant aan de H. desmarestianus-groep, die voorkomt van Zuid-Mexico tot Noordwest-Colombia. De huid daarvan is vrijwel identiek aan die van H. nubicolens, maar er zijn verschillen in de schedelgrootte. H. nubicolens is een stuk groter dan H. desmarestianus, maar in een aantal kenmerken is H. desmarestianus groter. Ook is H. nubicolens stil en passief als hij wordt opgepakt, terwijl H. desmarestianus schreeuwt en vecht als hij wordt vastgehouden. De totale lengte bedraagt 291 tot 358 mm, de kop-romplengte 104 tot 183 mm, de staartlengte 150 tot 197 mm, de achtervoetlengte 35 tot 42 mm, de oorlengte 15 tot 21 mm en het gewicht 60 tot 136 gram. Deze dieren hebben territoria van ongeveer 0,15 ha, die nauwelijks veranderen. Het dier paart het hele jaar door. De populatiegrootte varieert sterk. H. nubicolens kan in secundair bos leven, maar is daar minder algemeen dan in primair bos. Op deze soort zijn de teken Ixodes venezuelensis en Dermacentor sp. gevonden.